# Ammar Largot
Ammar Largot (en arabe : عمار لرقوت) est un footballeur algérien né le 5 février 1980 à Laghouat. Il évoluait au poste de milieu de terrain.

## Biographie
Il évolue en première division algérienne avec les clubs du MC Alger, ou il a remporté la coupe d'Algérie à deux reprises en 2006 et 2007, et enfin du CA Bordj Bou Arreridj. Il dispute 47 matchs en inscrivant quatre buts en Ligue 1.

## Palmarès
MC Alger
- Coupe d'Algérie (2) :
  - Vainqueur : 2005-06 et 2006-07.

- Supercoupe d'Algérie (1) :
  - Vainqueur : 2006.